# 6712 Hornstein
6712 Hornstein (1990 DS1) là một tiểu hành tinh vành đai chính được phát hiện ngày 23 tháng 2 năm 1990 bởi A. Mrkos ở Klet.